# 相模原市立鳥屋小学校
相模原市立鳥屋小学校（さがみはらしりつ とやしょうがっこう）は、かつて神奈川県相模原市緑区鳥屋に存在していた公立の小学校である。
2023年に相模原市立鳥屋中学校と統合。統合後は鳥屋中学校の敷地を使用し、鳥屋小学校の跡地はJR東海リニア中央新幹線の車両基地（仮称：関東車両基地）の一部となる予定。

## 概要
相模原市緑区鳥屋唯一の小学校である。鳥屋小学校では、「わかぱっ子タイム」と称して、毎週金曜日の朝、児童会を中心とした発表会などを行なっていた。また、4年生から6年生の児童全員でマーチングバンドの活動を行なっていた。
2023年4月より相模原市立鳥屋中学校と統合し、市内2校目の義務教育学校・相模原市立鳥屋学園に移行。校名は公募で行われ、選考を重ね4案の中から決定した。

## 沿革
- 1873年（明治6年）[7]
  - 6月8日 - 鳥屋1461番地(西門)の常念寺に小学校を創設する。
  - 9月 - 鳥屋1142番地(宮之前)に草葺きの二階屋を建て移転する。
- 1880年（明治13年）1月 - 鳥屋学校と称する。
- 1886年（明治19年）4月 - 小学校令の公布により尋常科4年義務・高等科2年の2段階に分けられる。
- 1892年（明治25年） - 鳥屋村立尋常鳥屋小学校と称する。
- 1897年（明治30年）4月 - 鳥屋村1064番地に校舎を新築する。
- 1898年（明治31年）
  - 4月 - 高等科を新設する。
  - 5月26日 - 鳥屋村立尋常高等鳥屋小学校と称する。
- 1902年（明治35年） - 高等科に農業科を置く。
- 1903年（明治36年） - 実業補習学校を併設する。
- 1923年（大正12年）4月1日 - 鳥屋村立鳥屋尋常高等小学校と改称する。
- 1935年（昭和10年）7月1日 - 青年学校を併設する。
- 1941年（昭和16年）4月1日 - 国民学校令により鳥屋村国民学校と改称する。
- 1947年（昭和22年）4月1日 - 学校教育法により鳥屋村立鳥屋小学校と改称する。
- 1949年（昭和24年）1月27日 - 鳥屋小学校PTAが発足する。
- 1955年（昭和30年）4月1日 - 中野町・串川村・青野原村・青根村・鳥屋と三沢村の三井地区の合併により津久井町が発足し、津久井町立鳥屋小学校と改称する。
- 1961年（昭和36年）7月20日 - 鳥屋小学校鼓笛隊が誕生する
- 1963年（昭和38年）10月21日 - ミルク給食実施される。
- 1965年（昭和40年）5月4日 - 完全給食始まる。
- 1969年（昭和44年）3月11日 - 校歌（作詞・作曲：岡本敏明[8]）・校旗制定祝賀会を行う。[9]
- 1978年（昭和53年）10月24日 - 鳥獣保護優秀賞を受賞する。(県知事賞)
- 1979年（昭和54年）12月10日 - 鳥屋小学校校舎落成する。
- 1993年（平成5年）10月4日 - 子ども郵便局郵政大臣賞を受賞する。
- 1995年（平成7年）11月25日 - 優良PTA県教育委員会表彰を受賞する。
- 1997年（平成9年）10月18日 - 学校基本調査文部大臣表彰を受賞する。
- 1998年（平成10年）10月25日 - 第53回国民体育大会（神奈川ゆめ国体）の津久井馬術場での開会式でマーチングバンド演奏を行う
- 2006年（平成18年）3月20日 - 市町村合併により、相模原市立鳥屋小学校と改称する。
- 2023年（令和5年）
  - 3月22日 - 最後の卒業式挙行。最後の卒業生は8名[10]。
  - 3月24日 - 最後の修了式挙行[11]。
  - 3月31日 - 相模原市立鳥屋中学校と統合のため閉校。

## 通学区域
- 相模原市緑区[12][13]
  - 鳥屋

## 進学先中学校
- 相模原市緑区
  - 相模原市立鳥屋中学校[14]

## 周辺
- 清真寺
- 相模原市立鳥屋中学校
- 中津川

## アクセス
- 神奈川中央交通「橋07」・「三53」の各系統で、「鳥屋中学校前」バス停下車後、徒歩約310m・約5分。
  - JR横浜線・相模線、京王相模原線橋本駅（北口）から、上述の神奈中バス「橋07」系統で44分、「鳥屋中学校前」バス停下車後、徒歩。
  - 三ヶ木から、上述の神奈中バス「三53」系統で14分、「鳥屋中学校前」バス停下車後、徒歩。